# Mandiso
Mandiso est une commune urbaine malgache située dans la partie sud de la région d'Anosy.